# Горнобанянско македонско благотворително братство
Горнобанянското македонско благотворително културно-просветно братство „Трайко Китанчев“ е организация на бежанците от областта Македония, установили се в дупнишкото село Горна Баня (Сапарева баня).

## История
Братството е основано на 4 юли 1926 година в селото. В настоятелството му влизат Георги Д. Глушков (председател), Стефан Кр. Бояджийски (подпредседател), Цветко Ат. Търпов (секретар касиер) и съветници Георги П. Каров и Георги Ив. Наумов.